# Centropogon silvaticus
Centropogon silvaticus är en klockväxtart som beskrevs av Franz Elfried Wimmer. Centropogon silvaticus ingår i släktet Centropogon och familjen klockväxter. Inga underarter finns listade i Catalogue of Life.